# 三村氏
三村氏（みむらし）は、日本の氏族。

## 概要
本姓は源氏。家系は清和源氏の一家系である河内源氏の傍流・甲斐源氏小笠原氏の庶流にあたる。鎌倉時代から江戸時代までに常陸・信濃・備中・備後・豊前等に分布し一貫して「親(ちか)」を通字とした。
1. 備中を支配した戦国大名。俗に備中三村氏ともいう。下記信濃三村氏の庶流。家紋は剣片喰・丸に三つ柏など。
2. 信濃国の三村氏。上記との区別で信濃三村氏ともいう。清和源氏小笠原氏流[2]。
3. 常陸国の三村氏[3]。

## 備中三村氏

### 鎌倉前期（発祥期～備中西遷）
三村氏の歴史は少なくとも鎌倉時代初期まで辿ることができるが、もともとは常陸国筑波郡三村郷の開発領主もしくはその縁者と思われ、鎌倉幕府の一御家人に過ぎなかった。
『吾妻鏡』では、暦仁元年（1238年）に将軍藤原頼経上洛に隋兵した三村親泰や、建長3年（1251年）1月3日の椀飯行事で「五の御馬」や建長6年（1254年）元日の椀飯行事で「四の御馬」を曳いた三村時親などをはじめ、「親」を通字とする数名の三村氏が既に確認できる。
ちなみに、建長3年1月3日の椀飯行事で一の御馬を曳いたのは足利氏、二の御馬は畠山氏、三の御馬は佐原氏、四の御馬は二階堂氏で、建長6年元日の椀飯行事で一の御馬を曳いたのは北条氏（教時・時基）、三の御馬を曳いたのは伊東氏、五の御馬を曳いたのは北条氏（時定）・工藤氏であり、これら有力御家人の中にあって三村氏も鎌倉幕府内で一定の地位は認められていたようである。
三村氏は御門葉でもなく北条氏姻戚でもなかったが故に目立つこともなく、逆に北条氏による有力御家人排斥の圧力にも遭わず命脈を保てたと思われる。
伝承によれば、小笠原長経三男の長時（｢長持｣とする小笠原系図も一部にあるが、写本時の誤記であろう）が筑波郡三村郷に移り、その子・親時の頃より三村氏を称したという。
三村郷には長時の叔父にあたる小田清家（小笠原長清の五男）がいたとされ、その関係で長時は三村郷に縁が出来たのではないかとも言われる。
三村郷を苗字発祥の地とする長時の子孫は、承久の乱後に信濃国筑摩郡洗馬荘の地頭（いわゆる新補地頭）になったとされる（信濃三村氏）。この係累は後庁氏など分流を派生しつつ、以後小笠原氏家臣・武田氏家臣として、信濃を中心に一定の活躍をみた。
その信濃三村氏の一流が鎌倉時代後期までに備中星田郷の地頭(新補地頭)となって当地に移住したことにより、備中三村氏の歴史が始まる。
いわゆる西遷御家人である。

### 鎌倉後期～戦国期
移住以降長らく、備中三村氏は星田郷や成羽を支配する備中の一豪族に過ぎなかった（なお、太平記で取り上げられる成合氏は成羽を掌握する三村氏とも言われる）。16世紀前半に三村宗親が分流である石蟹氏などと対立しつつも徐々に勢力を伸ばした。
息子家親の代には毛利氏の後ろ盾を得て備中をほぼ統一し、備前や美作においても部分的に勢力下・支配下におさめ、戦国大名として名を轟かせる。
その後も家親は備前や美作へのさらなる勢力拡大を図るが、1566年には鉄砲に精通した阿波出身の遠藤兄弟を利用した宇喜多直家によって暗殺されてしまう。
家親の死後、宇喜多氏との兼ね合いもあって、庄氏一部の叛乱を許すなど一時三村氏は衰退するも、勢力を盛り返した。しかし、三村氏不倶戴天の敵である宇喜多直家と毛利氏が（吉川元春の強固な反対を押し退けて）安国寺恵瓊・小早川隆景の仲立ちによって同盟関係を結んだことに端を発する1575年の備中兵乱において、毛利氏に攻めに攻められて（宇喜多氏は備中兵乱最後の山場である備前常山城攻めなどで、辛うじて僅かに出兵したのみであった）、家親の子・元親は自害。戦国大名としての三村氏は滅亡した。
元親に近い血筋の者は毛利方についた三村親成などの係累を除き、因幡・阿波・讃岐等各地に落ち延びていった。
三村親成の子孫は備後福山藩主水野家に仕官し、水野家の家老を務めた。水野家が改易された後も子孫は続いてゆき、三村親成の曾孫にあたる三村親澄(福山藩大寄合1000石。水野家改易後に備中勇崎村に移住。)の系統や、三村親成の孫である三村親義(福山藩家老 三村親良の子)の系統などがある。親義の系統の子孫は現在の福山市川口町周辺に多い。
二松学舎大学創立者で皇室への出入りのあった漢学者三島中洲（毅）を初めとして、三村氏の子孫を称する家系は備中地域などに少なくない。

## 江戸期
親成の系統は、水野勝成との縁故（二度に亘り寄食させ、養女（実は家親の末娘）を正室に娶らせた）から備後福山藩家老職を務めた。他に備前岡山藩に仕官した系統などもある。
上田実親の遺児三村勝親・吉親のうち、前者の系統は讃岐高松藩士となり、後者の系統は幕末の備中松山藩士・三島中洲家となった。
この他にも江戸期において藩士として禄を食んでいた三村氏子孫の系統は数家あったようである。

### 備中・信濃両三村氏の関係
備中三村氏・信濃三村氏の関係については不詳とする文献もある。特に備中三村氏が初期に本拠地としていた星田郷などが「三村荘」と呼ばれる荘園内に属したと考えられることから、備中三村氏の苗字発祥の地（本貫地）を「三村荘」と比定する説もあった。
しかし、両三村氏はともに(1)家紋（剣片喰・丸に三つ柏など）・(2)通字『親』（ちか）を長きに亘って共通としており、(3)備中三村氏の根拠地である備中星田郷周辺には「洗馬」に通ずる「洗場」の地名がある（地名遷移）。また(4)信濃三村氏子孫においても、苗字発祥の地を常陸国筑波郡三村郷と伝え、小笠原氏分流を称する家がある。(5)備中三村氏が西遷御家人子孫であると室町期の国人間でも認知されていた。
これらのことから、両三村氏は同流・同族と見て間違いないであろう。家親なども神社をわざわざ信濃より勧請しており、信濃に深い縁故を感じていた節がある。
なお、備中三村氏が古くから小笠原氏分流を名乗る一方、現に小笠原氏の臣下にあった信濃三村氏は源頼親子孫などとも称している。

### 系譜
```
　　
源義清

　┏┻━━━━━━━━━━━━┓

加賀美遠光
  　　　　　   　
武田清光
　　　　　　　　　
　┃  　

小笠原長清
  　
　┣━━━━━━┳━━━━━━┓

小笠原長経
  　
伴野時長
   　
大井朝光
 
　┣━━━━━━┓　　　　　　

小笠原長忠
 
小笠原(三村)長時
(住常陸国筑波郡三村郷)　　　　　
               ┃　
               
三村親時

　　　　　　　　┃　
               
親屯
(信濃国筑摩郡洗馬郷)
　　　　　　　　┃　
               
親實
(備中国小田郡星田郷)
　　　　　　　  ┃　　　　　　
               
能實

　　　　　　　  ┃　　　　　　　　　　
               
親経

　　　　　　　  ┃　　　　　　　　　　　
               
親基

　　　　　　 　 ┃　　
               
親隆

               ┃
               
時親

               ┃　　
               
宗親
　 　
               ┣━━━━━━━━━━━━━━━━━━━━━━━━━━┳━━━━━━━━━━┓
　　    　　   
家親
  　　 　　　　　　　　　　　　　　　　　　　　 　
親成
　　 　 　  　  　
親頼

  ┏━━━┳━━┻┳━━━┳━━━┳━━━┓　　　　　　　　　　（備後
水野
福山藩
家老家祖）

庄元資
　 
元親
　  
元範
　
上田實親
　
元高
　　
於柵
(
水野勝成
正室)　
```

### 備中三村氏一族
- 三村能實
- 三村宗親
- 三村家親
- 三村元親
- 勝法師丸
- 三村親成
- 庄元祐（元資）
- 三村元範
- 上田實親
- 上野隆徳
- 鶴姫（上野隆徳室）
- 三村親宣
- 三村親良
- 三村親安
- 三村親澄
- 石川久智
- 石川久式
- 三村政親
- 於柵（備後福山藩初代・水野勝成正室）

### 備中三村氏を扱った主な書籍
- 新釈 備中兵乱記
- 備中兵乱 常山合戦
- 鬼哭の城（きこくのしろ）
- 瀬戸の軍狼
- 女甲冑録
- おんなたちの戦国史 武将を支えた21人
- 備前児島と常山城 戦国両雄の狭間で
- 中世備中の歴史―庄氏と植木氏・三村氏
- 黒髪の太刀―戦国姫武者列伝（表題作）

### その他の三村氏
南北朝時代に新田義貞の叔父新田俊信が出羽に逃れた後の子が、三村頼信という。ただし、北朝に敗れた後身を隠すために東海林俊久を名乗っており、三村氏は一度消滅している。その後彼の次男の家系が南北朝合一後、源氏一門として三村氏を名乗った。

## 常陸国の三村氏
常陸国にも三村氏がある（上述のように、そもそも備中・信濃の三村氏も祖地たる本貫地は常陸国である）。佐竹氏家臣の他、大掾氏の家臣としても見え、佐竹家臣の川野辺大炊介隆通の女が大掾氏家臣 三村源内に嫁いだとする記録がある。

### 秋田藩士 三村氏
三村親家は越前国の生まれ。出羽国の秋田実季に仕えるも秋田氏が常陸国に入部すると、流離して出羽国秋田藩に転封となった佐竹氏に仕える。
```
系譜　三村親家―善真―広重―正右衛門広房
```

### 水戸藩の志士・義民たる三村氏
- 三村多兵衛 茨城郡錫高野村の里正。諱は元貞。天狗党の乱に与して捕えられる。安房勝山藩から江戸佃島に移される。慶応2年（1866年）7月4日、獄死。享年33。靖国神社合祀[6]。
- 三村藤七 茨城郡錫高野村の百姓。諱は親儀。天狗党の乱に与して捕えられる。慶応2年（1866年）7月2日、江戸佃島で獄死する。享年59。靖国神社合祀[7]。
- 三村成美 宍戸藩士。天狗党の乱に加担し、捕えられる。慶応元年(1865年)8月12日、獄死する。享年57。靖国神社合祀[7]。